# Pog (bebida)
POG, o Passion Orange Guava, es una bebida de jugo tropical creada en 1971 por una consultora de productos alimenticios llamada Mary Soon, que trabajaba para Haleakala Dairy en Maui, Hawái. El nombre POG es un acrónimo de las tres frutas con las que se elabora: maracuyá, naranja y guayaba.
POG es producido por Meadow Gold Dairy, una subsidiaria de Dean Foods. Otras empresas también producen mezclas similares de jugos de maracuyá, naranja y guayaba.

## El juego de los nísperos

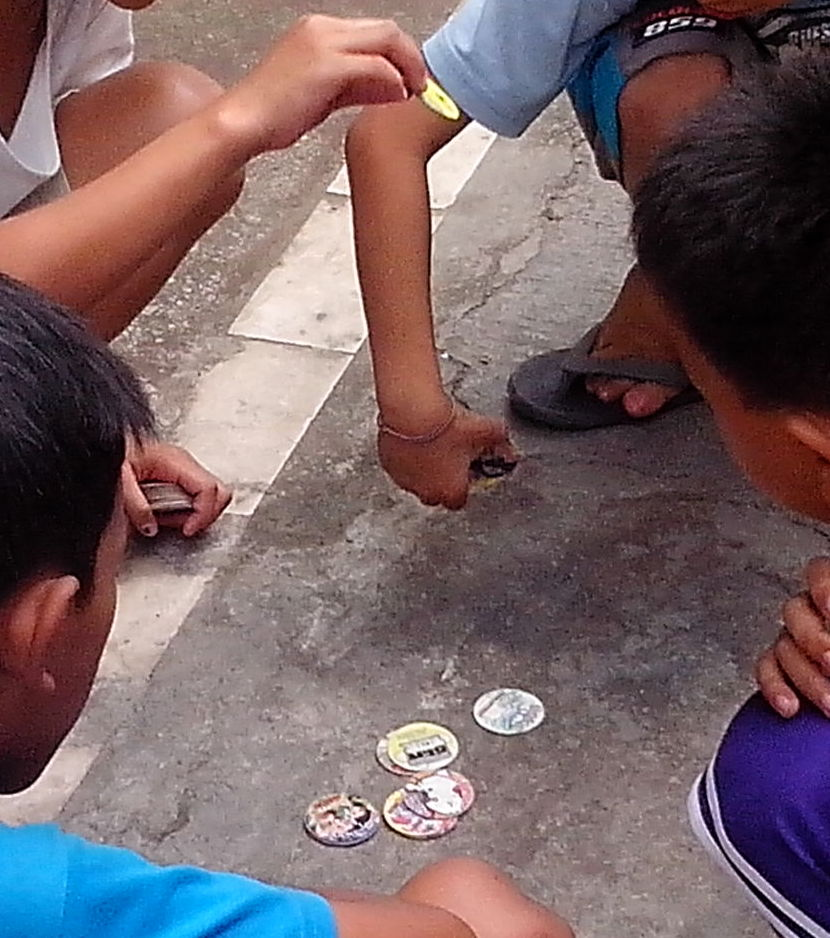
Niños jugando Pogs

Las tapas utilizadas para sellar las botellas de leche inspiraron el juego de moda Pogs (o "tapas de leche"), que se hizo popular a principios y mediados de la década de 1990.  El juego de pogs posiblemente se originó en Maui, Hawái, en la década de 1920 o 1930.  
Aunque el jugo POG nunca se vendió en botellas con tapones de cartón para la leche, los dos se asociaron después de que Haleakala Dairy regalara tapones impresos con el logotipo de POG como promoción de marketing en la década de 1970.   La moda de los años 1990 en torno al uso de estas tapas de leche fue iniciada por Blossom Galbiso,  una profesora de Hawái en 1991. Comenzó a usar los tapones de leche en su salón de clases y les contó a sus alumnos sobre un viejo juego que solía jugar: voltear los tapones de leche para ser el primero en sacar la crema del fondo del tapón. Sus alumnos comenzaron a voltear los tapones de leche y comenzó el resurgimiento del juego llamado Pogs..

## Mascota
La bebida POG presenta su mascota en la tapa del envase de jugo, conocida como "Poglodyte".  Los pogloditas son criaturas peludas de color amarillo que a menudo se representaban con tablas de surf. El costado del cartón de jugo los describe como las criaturas del pueblo mágico que elabora jugo POG. 